# Huacanapi
Huacanapi ist eine Ortschaft im Departamento Oruro im Hochland des südamerikanischen Anden-Staates Bolivien.

## Lage im Nahraum
Huacanapi ist zentraler Ort des Kanton Huacanapi im Municipio San Pedro de Totora in der Provinz San Pedro de Totora. Der Ort liegt auf einer Höhe von 3986 m am Westrand der Serranía de Huayllamarca, einem etwa 100 km langen Höhenrücken, der sich im bolivianischen Hochland in nordwestlich-südöstlicher Richtung erstreckt. An Huacanapi vorbei in südlicher Richtung fließt der Río Nekhe Jahuira, der im weiteren Verlauf flussabwärts zum Río Barras wird und dann in den Salar de Coipasa mündet.

## Geographie
Huacanapi liegt zwischen den andinen Höhenzügen der Cordillera Oriental im Westen und der Cordillera Occidental im Osten im Trockenklima des Altiplano.
Der mittlere Jahresniederschlag beträgt etwa 330 mm und fällt zu 80 Prozent in den Monaten Dezember bis März (siehe Klimadiagramm Huayllamarca). Die Jahresdurchschnittstemperatur liegt bei knapp 8 °C, die monatlichen Durchschnittswerte schwanken zwischen 4 °C im Juni/Juli und etwa 10 °C von November bis März.

## Verkehrsnetz
Huacanapi liegt in einer Entfernung von 144 Straßenkilometern westlich von Oruro, der Hauptstadt des gleichnamigen Departamentos.
Von Oruro aus führt die asphaltierte Nationalstraße Ruta 31 in westlicher Richtung über La Joya, Lajma, Chuquichambi und Huayllamarca nach Totora und weiter nach Curahuara de Carangas, wo sie auf die Ruta 4 Richtung Chile trifft. Drei Kilometer vor Totora zweigt eine unbefestigte Landstraße von der Ruta 31 in südlicher Richtung ab und erreicht nach 13 Kilometern Huacanapi.

## Bevölkerung
Die Einwohnerzahl des Ortes ist in den vergangenen beiden Jahrzehnten auf ein Mehrfaches angestiegen:
| Jahr | Einwohner | Quelle       |
| ---- | --------- | ------------ |
| 1992 | 53        | Volkszählung |
| 2001 | 332       | Volkszählung |
| 2012 | 328       | Volkszählung |
| 2024 |           | Volkszählung |

Die Region weist einen hohen Anteil an Aymara-Bevölkerung auf, im Municipio San Pedro de Totora sprechen 97,0 Prozent der Bevölkerung die Aymara-Sprache.